# Evelyne Gebhardt
Evelyne Gebhardt (ur. 19 stycznia 1954 w Montreuil) – niemiecka tłumaczka, polityk i działaczka społeczna, posłanka do Parlamentu Europejskiego IV, V, VI, VII, VIII i IX kadencji.

## Życiorys
Po ukończeniu Lycée Lamartine w Paryżu studiowała językoznawstwo na Université Paris-Diderot, gdzie w 1975 uzyskała licencjat. Kształciła się również na uniwersytetach w Tybindze i Stuttgarcie. W 1975 osiedliła się w Niemczech, gdzie zawarła związek małżeński. Od 1977 pracowała jako tłumaczka. Zatrudniona też w charakterze doradczyni w związanej z SPD Fundacji im. Friedricha Eberta na terenie Ameryki Południowej i w Afryce. Wygłaszała odczyty i wykłady m.in. na temat równouprawnienia kobiet, praw obywatelskich, biotechnologii i technologii genetycznej. Od 1993 związana z organizacją kobiecą „Grain de Sel” w Paryżu jako członkini zarządu.
W 1989 powołana do zarządu krajowego SPD w Badenii-Wirtembergii. W 1992 została wiceprzewodniczącą grupy roboczej kobiet SPD. Zasiadała w gremium doradczym SPD ds. zagadnień europejskich w Badenii-Wirtembergii. W 1994 wybrana do Parlamentu Europejskiego z listy socjaldemokratów. Reelekcję uzyskiwała w kolejnych wyborach w 1999, 2004, 2009, 2014 i 2019. Z Europarlamentu odeszła w lutym 2022.